# 王堯臣
王堯臣（1003年—1058年9月11日），字伯庸，應天府虞城（今河南商丘）人。諡文安。

## 生平
先祖為太原府祈人，唐末兵亂，遷至單州碭山，后遷虞城。天聖五年（1027年）舉進士第一，當時人才鼎盛，号称是“宰执榜”，韩琦、吴育、赵概、文彦博等先后荣登东西两府。授將作監丞，通判湖州。歷任擢知制誥、翰林學士、權三司使等職。宋仁宗景祐元年（1034年）王堯臣與王洙、歐陽修等，審定三館及秘閣藏書，校正之前張觀、李淑、宋祁等初定的條目，討論撰次。又仿唐代《開元群書四部錄》，編列書目。經過七年補寫編目，至慶曆元年（1041年）成書，由王堯臣奏上，皇帝賜名「崇文總目」。慶曆五年（1045年）五月，任編修官，重修《唐書》。皇祐三年（1051年），以本官為樞密副使，當時狄青為樞密使。嘉祐元年（1056年）三月，拜禮部侍郎、參知政事。三年（1058年）六月，遷吏部侍郎，同年八月二十一日卒。八年（1063年）八月，贈尚書省左僕射，諡曰文安，再贈太尉。歐陽修撰其墓誌銘。元豐三年（1080年）閏九月，特贈太師、中書令，改謚文忠。《宋史》卷二百九十二有傳。

## 家族
- 妻：丁氏，封安康郡夫人
- 子：王同老，水部司員外郎、秘閣校理、通直郎
- 子：王周老，太常寺太祝
- 子：王朋老，大理寺評事
- 女：王氏，適秘書省校書郎戚師道
- 女：王氏

## 延伸阅读
[在维基数据编辑]
 《宋史·卷292》，出自脱脱《宋史》